# Intro (album Ich Troje)
Intro – pierwszy album zespołu Ich Troje, wydany 9 września 1996 roku.
W nagraniu udział wzięli: Michał Wiśniewski, Jacek Łągwa oraz Magda Femme. Utrzymany jest w stylistyce rocka i popu. Wydawnictwu wystawiono ocenę 2,5/5 w magazynie branżowym Tylko Rock.
Album uzyskał status złotej płyty.
W 2002 roku zespół wydał składankę zatytułowaną Koktajl składającą się z dwóch płyt CD z dwoma pierwszymi albumami studyjnymi; Intro oraz ITI CD.

## Lista utworów
Kompozytorem wszystkich utworów jest Jacek Łągwa.
1. "Intro" – 1:06
2. "Prawo" – 4:20
3. "Walizka" – 4:21
4. "Spadam" – 3:46
5. "Lęk" – 3:56
6. "Gwałt" – 4:12
7. "Czas" – 2:18
8. "Bezdomni" – 3:22
9. "Szarość dnia" – 3:20
10. "Kot" – 3:37
11. "Obcy" – 3:50
12. "Mrok" – 3:45
13. "Niecierpliwi myśliwi" – 3:35
14. "Cień" – 4:31
15. "Ci wielcy" – 3:58
16. "C.d.n." – 1:15
17. "Jeanny" – 5:23